# Théo Rivière
Pour les articles homonymes, voir Théo, Rivière et Rivière Théo.
Théo Rivière, né le 28 mars 1991 à Poitiers, est un auteur français de jeux de société. Sa ludographie s'élève à une quarantaine de jeux.

## Biographie
Durant sa scolarité à la faculté de Lettres de l'université de Poitiers, il est organisateur de tournois puis arbitre du jeu Magic : L'Assemblée. En 2013, quelques mois après avoir signé l'édition de son premier jeu Shinobi WAT-AAH! qui sortira en 2014, il rejoint l’éditeur Iello à Nancy jusqu'en 2015.
En 2016, il travaille quelques mois pour l'éditeur Yoka By Tsume, avant de devenir assistant éditorial chez Repos Production jusqu'en novembre 2017. Il démissionne alors et co-fonde en décembre 2017 la Team Kaedama avec Antoine Bauza, Corentin Lebrat et Ludovic Maublanc, une entreprise de conseil, développement et création de jeux.

## Ludographie

### Seul auteur
- Shinobi WAT-AAH!, 2014, illustré par Naïade, édité par Purple Brain.
- Sea of Clouds, 2016, illustré par Miguel Coimbra, édité par Iello.
- Château Aventure (scénarios: Nom de Zeus et Alone), 2018, édité par Iello.
- Tapage Nocturne, 2019, illustré par Christine Alcouffe, édité par Hubvious Games.
- Mon Premier Jeu de Papa Fourmi, 2020, illustré par Sarah Andreacchio, édité par Auzou.
- Détective Charlie, 2020, illustré par Piper Thibodeau, édité par Loki.
  - Détective Charlie - Part En Vacances (extension), 2022
  - Détective Charlie - Enquête au Musée (extension), 2024
- Jeu de Fifoot, 2020, illustré par Michael Buxton, édité par Auzou
- Jeu de Unagi, 2020, illustré par Allison Black, édité par Auzou.
- Tucano, 2021, illustré par Odile Sageat, édité par Helvetiq.
- Jeu de Space Doggos, 2021, illustré par Pippa Curnick édité par Auzou.
- 61 Feuilles d'automne, 2022, illustré par Hervine Galliou édité par Philibert
- 16 Lueurs d'Hiver, 2023, illustré par Hervine Galliou édité par Philibert
- 66 fleurs de printemps, 2024, illustré par Hervine Galliou édité par Philibert

### Avec Mathieu Aubert
- Paquet De Chips (Bag of Chips sortie en Corée 2021), 2022, illustré par Hervine Galliou, édité par Mixlore.
- Inori, 2024, illustré par Suzanne Demontrond, édité par Space Cowboys.

### Avec Cédric Barbé
- Sticky Chameleons, 2017, illustré par Rémy Tornior, édité par Iello.
- Sticky Cthulhu, 2021,illustré par Rémy Tornior, édité par Iello.

### Avec Chloé Blondel
- 63 Âmes, 2022, illustré par Ben Renaut et Simon Caruso, édité par Enigami.

### Avec Romain Caterdjian
- Monster Café, 2020, illustré par Greg Baldwin, édité par Lumberjacks Studio.
- Ouch!, 2022, illustré par Fran Collado, édité par Devir

### AvecBruno Cathala
- Nagaraja, 2018, illustré par Vincent Dutrait, édité par Hurrican.
- Oh My Brain, 2021, illustré par Olivier Derouetteau, édité par Lumberjacks Studio.
- Sea salt and paper,  2022, illustré par Pierre-Yves Gallard et Lucien Derainne, édité par Bombyx.
  -  Sea Salt & Paper: Extra Salt (extension), 2023, illustré par Pierre-Yves Gallard et Lucien Derainne, édité par Bombyx.

### Avec Elodie Clément
- La Maison des Souris, 2020, illustré par Jonathan Aucomte, édité par Gigamic.
- A Tâtons!, 2022, illustré par Benedetta Capriotti, édité par Auzou.

### Avec Matthew Dunstan
- Around The World, 2021, illustré par Kate McLelland, édité par Djeco.

### Avec Alexandre Emerit
- Cosmic Race, 2022, illustré par Myrtille Tournefeuille, édité par Loki.

### Avec Jonathan Favre-Godal
- Fragments, 2021, illustré par Magali Aude et Raphaël Samakh, édité par Grrre Games.
- Fragments Outsphere, 2022, illustré par Magali Aude et Raphaël Samakh, édité par Grrre Games.

### Avec Johannes Goupy
- Rauha, 2023, illustré par O'lee, édité par Grrre Games
  - Rauha - Syntymä (extension), 2023

### Avec Corentin Lebrat
- Fou Fou Fou, 2019, illustré par Piérô La Lune, édité par KYF Edition.
  - Fou Fou Fou ! - Plaisir D’offrir ! (standalone), 2021
- Flyin' Goblins, 2020, illustré par Tomasz Larek, édité par Iello.
- Les 3 voleurs, 2022, illustré par Betowers, édité par Auzou.

### AvecLudovic Maublanc
- SOS Dino, 2018, illustré par Mathieu Leyssenne, édité par Loki.

### Avec Maxime Rambourg
- Le Coffre aux Trésors, 2020, illustré par Paco Sordo, édité par Auzou.
- The Loop, 2020, illustré par Simon Caruso, édité par Catch Up Games.
  - The Loop - La Revanche De Foozilla! (extension), 2021
  - The Loop - La Brigade à poils (extension), 2022
- Happy Bee, 2023, édité par Helvetiq
- fluffy Valley, 2023, édité par Loki.
- Little Tavern, 2024, édité par Repos Production.

### Avec Gabriel Durnerin et Guilaine Didier
- Unlock 7 - Epic Adventures (scénario Mission #07), 2019, illustré par Cyrille Bertin, Mahulda Jelly et Neriac, édité par Space Cowboys.

### Avec Corentin Lebrat etLudovic Maublanc
- Glisse Glace, 2018, illustré par Veronique Bulteau, édité par Djeco.

### AvecAntoine Bauza, Corentin Lebrat etLudovic Maublanc
- Draftosaurus, 2019, illustré par Jiahui Eva Gao et Vipin Alex Jacob, édité par Ankama.
  - Draftosaurus - Aerial Show (extension), 2021
  - Draftosaurus - Marina (extension), 2021
- 8Bit Box: Double Rumble (extension), 2019, illustré par Jean-Baptiste "Djib" Reynaud, édité par Iello.
- Ninja Academy, 2019, illustré par Jean-Baptiste "Djib" Reynaud, édité par Iello.
- Bienvenue à Bord, 2019, illustré par Vianney Carvalho, édité par Capitaine Meeple.
- Naruto Ninja Arena, 2020, édité par Don't Panic Games.
  - Naruto Ninja Arena - Genin Pack (extension), 2020
  - Naruto Ninja Arena - Sensei Pack (extension), 2021
- On Board, 2022, illustré par Vianny Carvalho, édité par Capitaine Meeple.
- Arkeis, 2023, édité par Ankama.
  - Arkeis - Lurking Under The Sand (extension), 2023
  - Arkeis - Thus The Sphinx Cometh (extension), 2023

### AvecAntoine Bauza, Corentin Lebrat,Ludovic Maublancet Nicolas Oury
- Super Cats, 2019, illustré par Naïade, édité par Grrre Games.
  - Teenage Mutant Ninja Turtles: Turtle Power Card Game (rethématisation), 2019, illustré par Jaime González García, édité par The Op

## Nominations et récompenses

### As d'or Jeu de l'année
- Nommé Jeu de l'année 2020: Draftosaurus, 2019, co-auteurs Antoine Bauza, Corentin Lebrat et Ludovic Maublanc (illustré par Jiahui Eva Gao et Vipin Alex Jacob) édité par Ankama.
- Nommé Jeu de l'année 2021: Détective Charlie, 2020 (illustré par Piper Thibodeau) édité par Loki.
- Nommé Jeu de l'année 2021: La Maison des Souris, 2020, co-auteur Elodie Clément (illustré par Jonathan Aucomte) édité par Gigamic.

### Double 6
- Nommé Double Six 2017: Sea Of Clouds, 2016 (illustré par Miguel Coimbra) édité par Iello.
- Nommé Double Six 2020: Super Cats, 2019, co-auteurs Antoine Bauza, Corentin Lebrat, Ludovic Maublanc (illustré par Naïade) édité par Grrre Games.
- Double Six 2020: Draftosaurus, 2019, co-auteurs Antoine Bauza, Corentin Lebrat, Ludovic Maublanc (illustré par Jiahui Eva Gao et Vipin Alex Jacob) édité par Ankama.
- Nommé Double Six 2023: Paquet de Chips, 2022, co-auteur Mathieu Aubert (illustré par Hervine) édité par Mixlore & Tribuo.
- Egalement nommé Double Six 2023: Sea Salt & Paper, 2022, co-auteur Bruno Cathala, (illustré par Lucien Derainne et Pierre-Yves Gallard) édité par Bombyx.